# 우신버스
우신버스(宇信―)는 경기도 군포시 번영로 179-46 (군포동)에 있는 서울특별시의 시내버스 회사이다. 사업자 등록은 서울특별시 서초구 과천대로 2922 (방배동) 우신운수 본사로 되어있다.

## 우신버스 회사 연혁

### 1970년대~1980년대
- 1971년 1월 16일: 동원여객(東元旅客) 설립. 90번 버스 운행을 개시하였음. (당시 노선: 남성동 - 흑석동 - 용산역 - 서울역 - 종로 - 삼선교 - 성북동)
- 1971년 7월 27일: 91번 (남성동 - 용산역 - 삼각지 - 을지로 - 성북동)을 신설함.
- 1972년: 동원여객은 16번 (장위동 - 청계천 - 용산역 - 남성동)을 신설.
- 1974년 3월 15일: 서울특별시의 조정으로 16번이 91번을 통폐합.
- 1976년 8월 1일: 90번 노선 조정 (흑석동, 용산역 대신에 반포대교, 잠수교, 고속터미널 경유, 23대)
- 1978년 5월 1일: 16번이 남산3호터널을 경유, (삼각지, 남영역을 미경유), 90번 삼각지 경유를 폐지하여 남산3호터널을 경유하여 (남성동 - 고속터미널 - 잠수교 - 남산3호터널 - 종로 - 성북동)
- 1979년 4월 1일: 16번이 안국동 대신에 종로5가, 창경궁, 혜화동, 미아리고개로 경로를 변경.
- 1980년 3월: 90번이 성북동에서 광화문까지 단축, 사당동에서 과천시, 안양시 호계동까지 연장.
- 1981년: 좌석버스 90번 신설 노선이 도시형버스와 동일.
- 1982년: 16번이 남성동 (사당동)에서 안양시 호계동까지 연장, 동원여객은 16번을 한성운수로 매각, 동원여객을 과천여객으로 사명을 변경.
- 1986년 4월: 도시형버스 90-1번 신설 (삼원여객, 과천여객 공동운수) (의왕시 고천 - 안양시 - 과천시 - 용산역 - 신세계백화점: 구 97번, 현 간선버스 502번)
- 1987년: 도시형버스 90-1번 폐지
- 1989년: 도시형버스 90-1번 재신설 (뉴코아 - 고속터미널역 - 안양시 호계동, 현 간선버스 541번)

### 1990년대~2004년 서울특별시 버스 개편이전
- 1990년 1월: 군포교통으로부터 좌석버스 798번을 인수. 798번 종점을 군포시 당리에서 안양시 호계동으로 이전, 빨간색 798번 신설. (비산동 경유) 파란색 798번: 기존 경유.
- 1990년 2월: 과천여객을 우신버스로 사명을 변경.
- 1990년 12월: 좌석버스 90-1번 신설. (뉴코아 - 고속터미널역 - 비산동 - 안양시 호계동)
- 1991년: 좌석버스 798번 폐지.
- 1991년 여름: 좌석버스 90-1번이 광화문까지 연장.
- 1991년 10월 1일: 과천시에서 서울시청까지의 노선으로 2층버스를 시범 운행하였으나 12월 초에 중단되었다.
- 1992년: 도시형버스 90번이 호계동 ~ 이수역으로 단축
- 1992년 9월 1일: 좌석버스 90번, 좌석버스 90-1번을 고속터미널역까지 단축함, 90번, 90-1번이 호계동에서 산본신도시까지 연장, 좌석버스 90-2번 신설 (산본신도시 - 호계동 - 고속터미널역)
- 1992년 12월: 심야 좌석버스 908번 신설 (90-1번 동일)
- 1993년 9월 14일: 최순정 대표이사 취임.
- 1993년 11월 3일: 본점을 서울특별시 관악구 남현동으로 이전.
- 1994년 4월 이후: 과천선 개통을 인하여 도시형버스 90번 폐지.
- 1994년 12월: 좌석버스 90번을 심야 좌석버스 918번으로 변경, 908번은 90-1번을 통폐합.
- 1995년 1월: 좌석버스 90-2번은 노선변경, (산본신도시 - 과천시 - 양재역 - 강남역) 이후 폐선.
- 1996년 9월 16일: 조희삼 대표이사 취임.(최순정, 조희삼 각자대표이사 체제)
- 1998년 3월 6일: 당시 경영난에 빠져있는 유진운수로부터 도시형버스 104-1번 인수.[1]
- 2000년 1월 1일: 서울특별시의 명령으로 퇴출된 삼원여객으로부터 도시형버스 97-2번과 좌석버스 797번을 승계하여 운행을 개시하였음. 동시에 고천영업소를 개설하였다.
- 2000년 4월 1일: 좌석버스 908-1번 신설 (산본신도시 - 당동 - 군포시청 - 비산동 - 고속터미널역)
- 2000년 11월 17일: 본점 소재지를 관악구 남현동 1058-10번지에서 관악구 봉천동 213-19로 이전. 조희삼, 최순정 대표이사 사임. 박복규 대표이사 취임.
- 2001년 8월 27일: 본점을 현 위치인 서초구 방배동 2922로 이전. 박복규 대표이사 사임. 조희삼, 조상현, 조혜전 대표이사 취임.
- 2003년 6월: 심야 좌석버스 908번 도시형버스로 형간 전환

### 2004년 서울특별시 버스 개편이후
- 2004년 7월 1일: 2004년 서울특별시 버스 개편과 함께 지선버스 3개 노선과 광역버스 2개 노선으로 운행 개시
- 2004년 말 ~ 2005년경: 산본신도시(군포시 산본동 1156-26 일대)에 소재하던 본사 및 군포 차고지가 군포공영차고지로 이전
- 2005년 7월 9일: 광역버스 9504번을 간선버스 540번으로 형간 전환
- 2008년 8월 1일: 광역버스 9502번 종점이 신세계백화점 본점, 회현역, 광화문역으로 연장 운행
- 2008년 5월 19일: 지선버스 5530번에 저상버스 투입과 함께 우신버스 사내 저상버스 1호로 운행 개시
- 2008년 11월 24일: 지선버스 4424번 노선을 간선버스 441번으로 형간 전환하여 운행 개시
- 2009년 6월 20일: 지선버스 4212번 노선을 군자역으로 단축 운행 개시
- 2009년 6월 20일: 지선버스 4319번 노선 신설 (우신운수와 공동 배차로 운행) 및 남태령영업소 신설
- 2009년 6월 24일: 광역버스 9502번을 간선버스 502번으로 형간 전환
- 2009년 7월 25일: 서울역 버스 환승센터 개통과 함께 간선버스 502번 정차 운행 개시
- 2010년 1월 8일: 간선버스 502번 종점을 한국은행, 신세계백화점 본점 단축 운행
- 2011년 8월 25일: 지선버스 4425번 종점을 사당역으로 단축 운행 개시
- 2011년 8월 25일: 지선버스 5530번 종점을 남태령역으로 연장 운행 개시
- 2011년 8월 25일: 지선버스 4212번 종점을 중곡역으로 연장 운행 개시
- 2011년 9월 9일: 지선버스 5530번 노선을 사당역까지 단축 운행
- 2012년 8월 28일: 지선버스 4425번 노선을 강남역 (우면산터널 경유)까지 연장과 함께 간선버스 541번으로 형간 전환
- 2015년 7월 1일: 의왕고천영업소를 월암공영차고지로 이전함과 동시에 간선버스 441번, 502번의 기점을 의왕시 월암동으로 연장 운행 개시
- 2015년 12월 8일: 서울특별시 서초구 서초대로 250, 2층 (서초동, 스타갤러리브릿지)에 지점 설치.
- 2016년 3월 1일: 서울특별시 송파구 한가람로 379 (풍납동)에 지점 설치.

## 운행 노선
| 운행노선 | 운행구간       | 운행구간 | 운행구간          | 배차간격 (분) | 인가 대수 | 비고                 |
| -------- | -------------- | -------- | ----------------- | ------------- | --------- | -------------------- |
| 441번    | 월암공영차고지 | ↔        | 신사역            | 4~15          | 27        | 구 97-2, 4424번      |
| 502번    | 월암공영차고지 | ↔        | 한국은행.신세계앞 | 6~15          | 24        | 구 797, 9502번       |
| 540번    | 군포공영차고지 | ↔        | 서울성모병원      | 4~15          | 28        | 구 918, 9504번       |
| 541번    | 군포공영차고지 | ↔        | 강남역            | 9~17          | 22        | 구 908, 4425번 변경  |
| 5530번   | 군포공영차고지 | ↔        | 사당역            | 4~14          | 29        | 구 104-1번 변경·연장 |

## 이전 보유 노선
| 운행구간 | 운행노선       | 운행노선 | 운행노선                  | 비고                                                                                           |
| -------- | -------------- | -------- | ------------------------- | ---------------------------------------------------------------------------------------------- |
| 4319번   | 사당동         | ↔        | 잠실역                    | 2019년 9월 1일부로 차량 2대를 우신운수에 양도하면서 공동배차 철수                              |
| 4424번   | 의왕시 고천동  | ↔        | 신사역                    | 간선버스 441번으로 전환                                                                        |
| 4425번   | 군포공영차고지 | ↔        | 사당역                    | 강남역으로 노선 변경과 함께 간선버스 541번으로 전환/현재 동성교통에서 운행하는 4425번과는 무관 |
| 9502번   | 의왕시 고천동  | ↔        | 서울역                    | 간선버스 502번으로 전환                                                                        |
| 9504번   | 군포공영차고지 | ↔        | 가톨릭대학교 서울성모병원 | 간선버스 540번으로 전환                                                                        |

## 사업장 현황
- 본사(군포공영차고지): 경기도 군포시 번영로 179-46 (부곡동)
- 면허지: 서울특별시 서초구 과천대로 2922 (방배동)
- 의왕영업소(월암공영차고지): 경기도 의왕시 왕소나무길 29-15 (월암동)[2]

## 보유 차량

#### KGM커머셜
- KGM 스마트 110

#### 자일대우버스
- 자일대우 NEW BS106

#### 현대자동차
- 현대 뉴 슈퍼에어로시티
- 현대 저상 뉴 슈퍼에어로시티

## 같이 보기
- 우신운수

## 갤러리

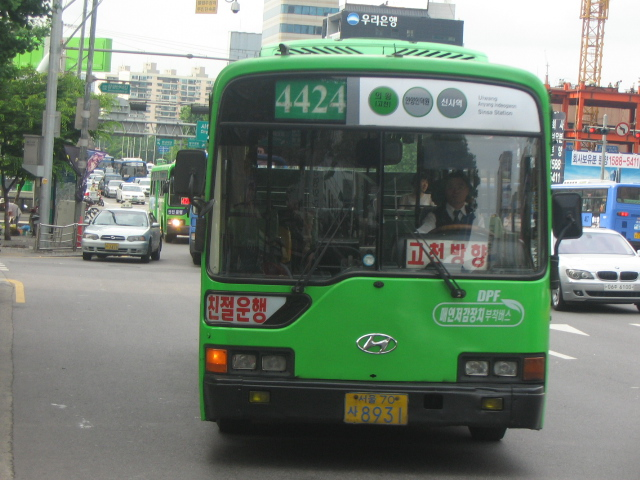
서울시내버스 구 4424번 (현 441번)
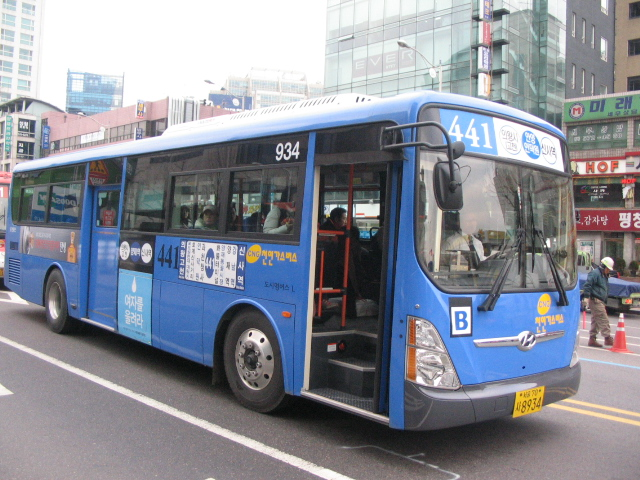
서울시내버스 441번
서울시내버스 540번
서울시내버스 540번
서울시내버스 540번
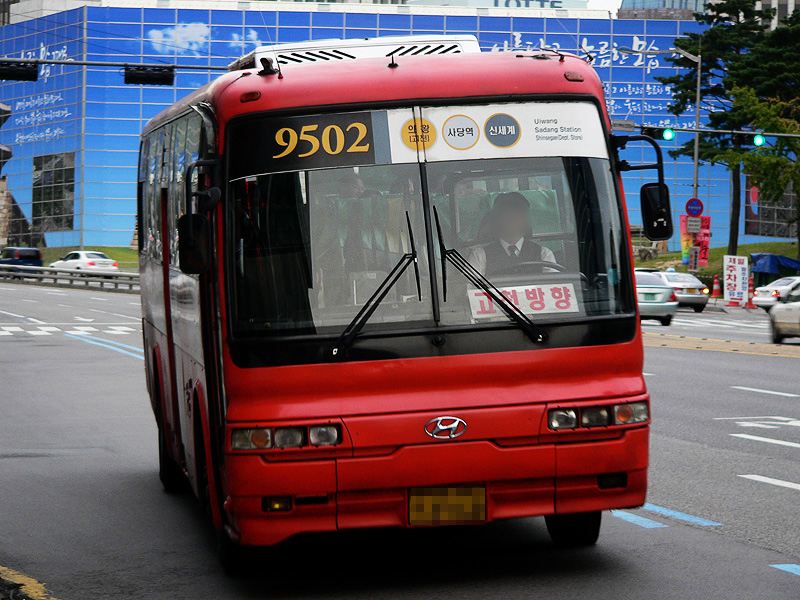
서울시내버스 구 9502번 (현 502번)
서울시내버스 502번
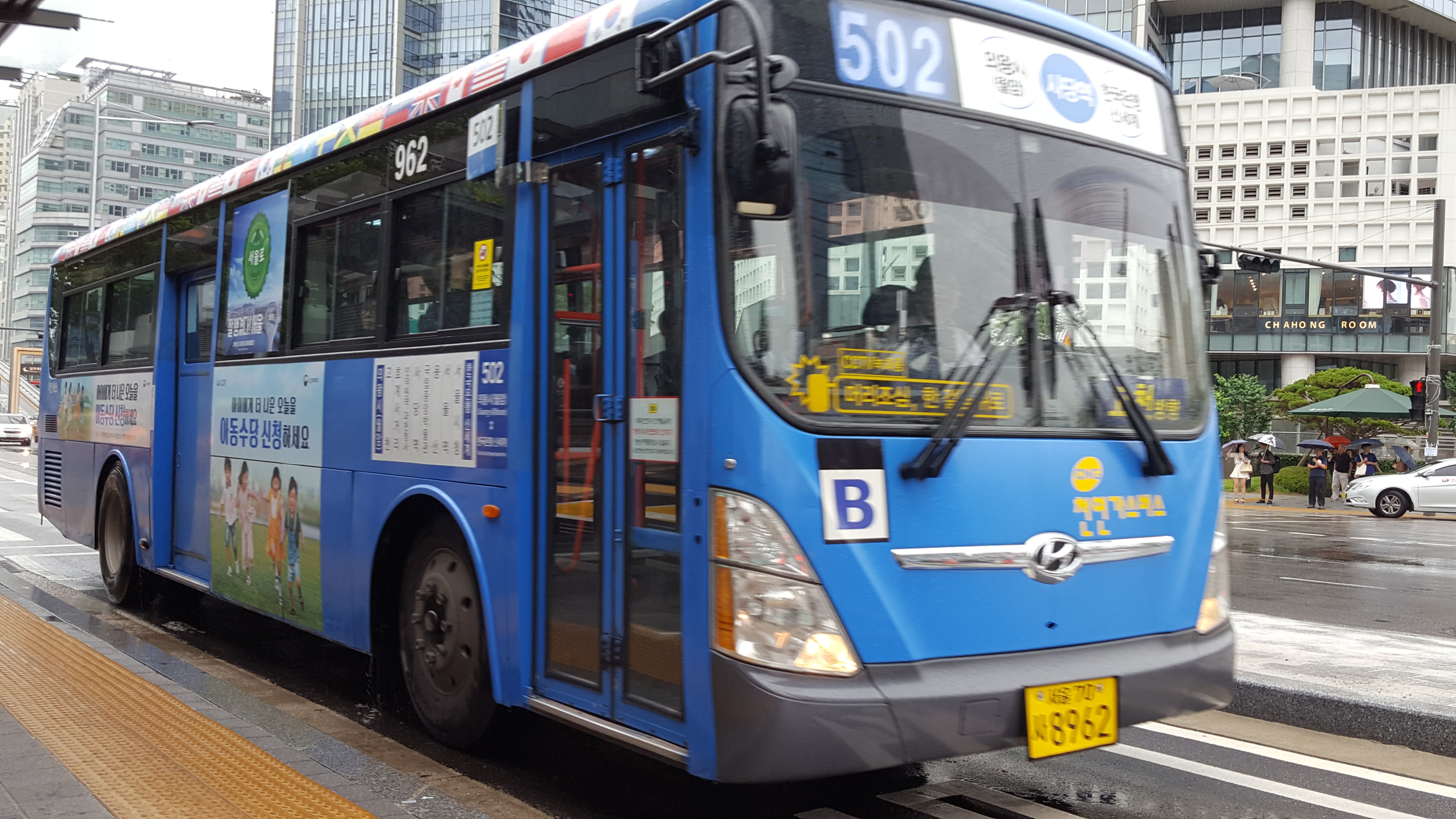
서울시내버스 502번
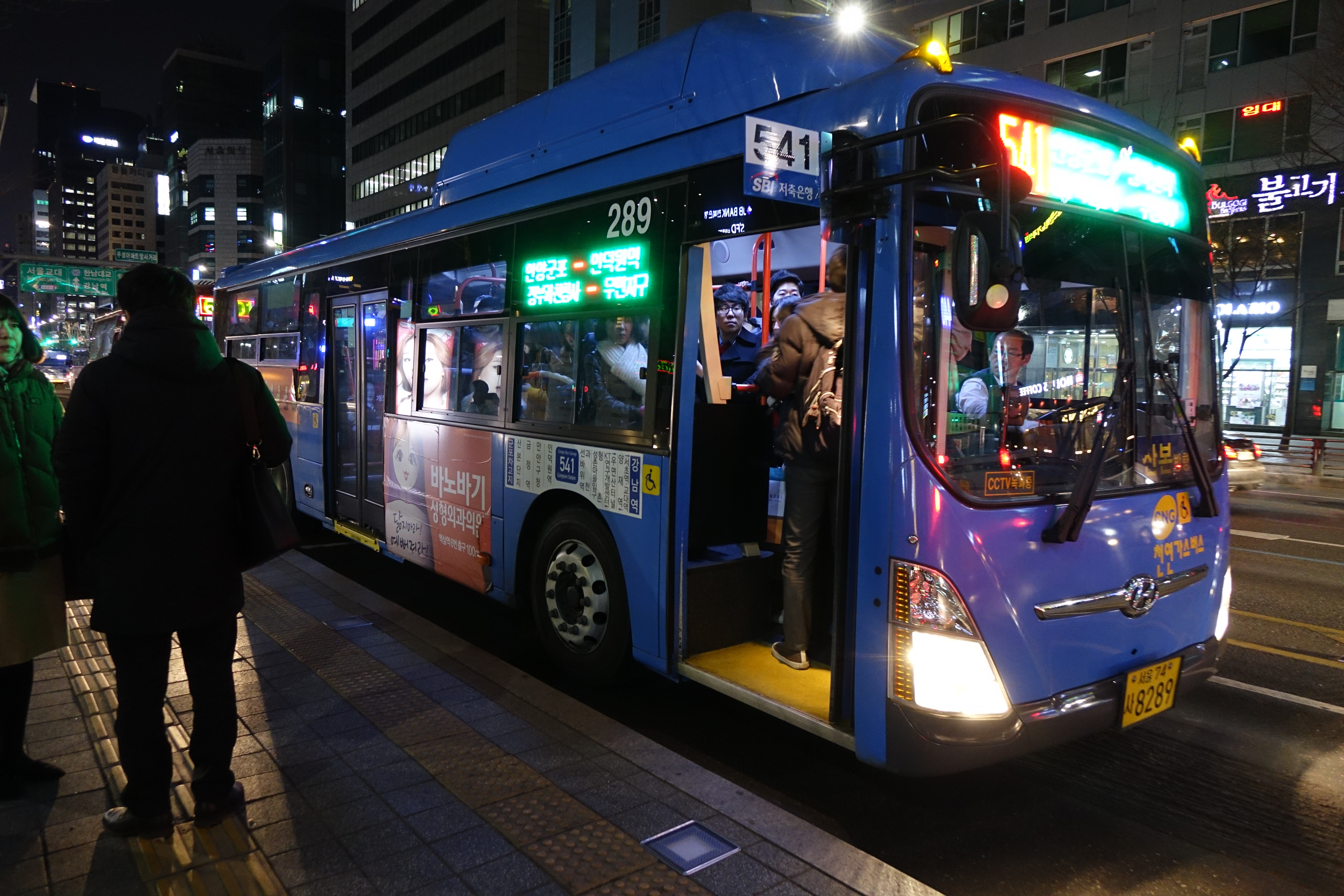
서울시내버스 541번